# Leadenhall Street
Leadenhall Street est une rue de la Cité de Londres.
Elle mesure environ 540 m de long et relie Cornhill à l'ouest à Aldgate à l'est. C'était autrefois le début de la route A11 de Londres à Norwich, mais cette route commence maintenant plus à l'est à Aldgate.
Leadenhall Street a toujours été un centre commercial important. Elle reliait le marché médiéval de Leaden Hall à Aldgate, la porte orientale de l'enceinte romaine de la ville. La Compagnie des Indes orientales y avait son siège, tout comme plus tard la Peninsular and Oriental Steam Navigation Company (P&O). Au milieu du XXe siècle, de grands bureaux en pierre bordaient la rue.
De nos jours, elle est étroitement associée à l'industrie de l'assurance et en particulier au marché de l'assurance Lloyd's, avec son bâtiment spectaculaire dans la rue Lime adjacente. Il fait partie d'un groupe d'immeubles de grande hauteur comprenant le « Cheesegrater » de 48 étages et le « Scalpel » de 38 étages. D'autres bâtiments prévus pour la rue comprennent les 57 étages du « Diamond », le « Prussian Blue » de 50 étages et le « Gotham City » de 34 étages. Les bâtiments plus anciens comme l'église médiévale de St Katherine Cree (en) semblent incongrus parmi ces tours, mais l'héritage médiéval est préservé dans la rue.

## Histoire

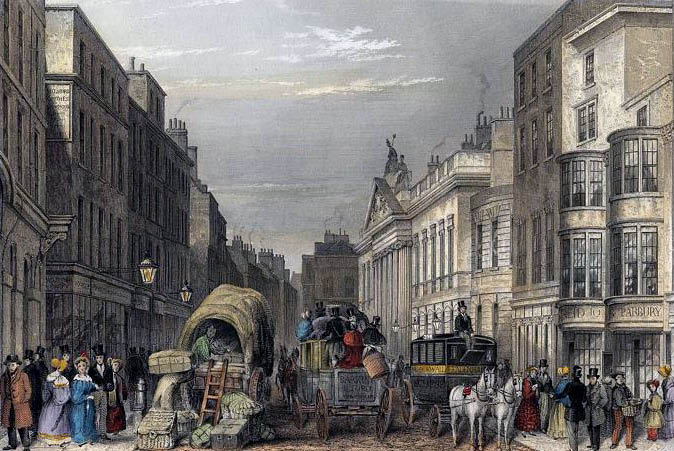
Leadenhall Street vers 1837

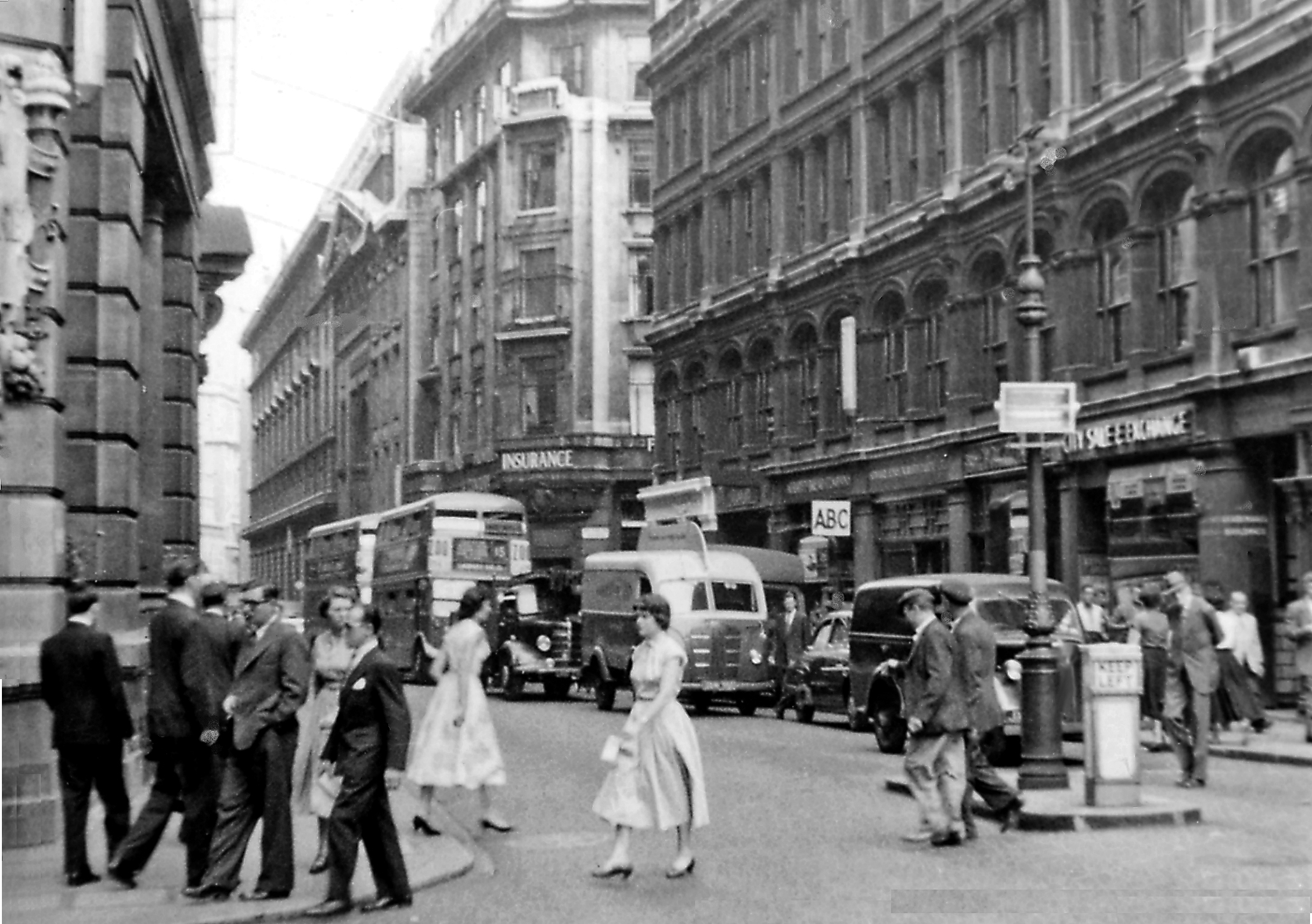
Leadenhall Street en 1955

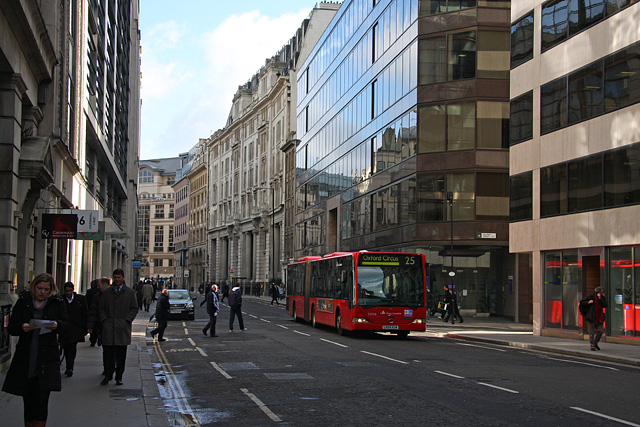
Leadenhall Street en 2007

Bien que Leadenhall Street soit à l'intérieur des murs de Londinium, et qu'une carte publiée en 1897 la montre comme une rue romaine, cela reste spéculatif. La basilique, le plus grand bâtiment de Londinium, s'étendait sous l'extrémité ouest de Leadenhall Street. Des restes romains ont également été trouvés des deux côtés de Leadenhall Street, sous East India House (en) (maintenant au no 12) et le bâtiment P&O (maintenant St Helen's Square).
La rue trouve probablement son origine à l'époque médiévale. Elle apparaît sur une carte de Londres en 1270, alors nommée Cornhulle à l'ouest et Alegatestrete à l'est. Le nom dérive d'un manoir au toit de plomb, utilisé pour la première fois comme marché aux volailles en 1321. La rue s'étend de Leaden Hall vers Aldgate, la porte est du mur de la ville. Les seuls bâtiments restants de cette période sont les églises de St Katherine Cree et l'St Andrew Undershaft dans la rue adjacente de St Mary Axe.
Le nom Ledenhall Street apparaît pour la première fois sur une carte de 1658. Lors du grand incendie de Londres en 1666, le bord nord-est de la zone endommagée atteignit Leadenhall Market, laissant Leadenhall Street intacte.
De 1729 à 1861, le plus grand bâtiment de la rue est la East India House, siège de la Compagnie des Indes orientales. En 1840, Leadenhall Street comprend principalement des bâtiments en pierre de 4 étages, comme le montre un dossier illustré de John Tallis. Son répertoire d'entreprises répertorie 158 locaux distincts avec une grande variété de métiers et de commerçants. À part St Katherine Cree, il n'y a aucun bâtiment subsistant de cette période. Le plus ancien est l'ancien bâtiment des Leadenhall Press (en) au no 50, qui date de 1868.
À l'époque victorienne, les marchands ont été progressivement remplacés par des banques, généralement de solides bâtiments en pierre de six étages. Parmi les survivants notables, citons la Lloyds Bank (no 113), l'ancienne Bank of Adelaide (en) (no 11), l'ancienne Grace National Bank (en) (no 147) et Edwin Lutyens a conçu le no 139.
Les dommages causés par les bombes pendant la Seconde Guerre mondiale ont principalement affecté le côté sud de Leadenhall Street à l'est de Lime Street (no 26 à 49). La reconstruction du début de l'après-guerre correspond à la hauteur des bâtiments existants, tout en introduisant des styles modernes tels que l'ancienne Scandinavian Bank (en) (no 36) et l'ancienne Bank of Credit and Commerce International (no 100). À la fin des années 1980, l'ancienne Midland Bank (no 69) et l'ancienne Swiss Re (no 77) ont introduit le style post-moderne.